# Publilius Syrus z Antiochie
Publilius Syrus, také Publius Syrus byl římský dramatik a básník 1. století př. n. l. Jeho "Myšlenky" (Sententiae) byly velice oblíbenou četbou ve středověku i v raném novověku.

## Život
Dnes málo známý, ale kdysi významný dramatik a filosof se narodil na počátku prvního století př. n. l. v syrské oblasti Antiochia. Už jako mladý však padl do otroctví a byl převezen do Říma, kde působil na dvoře jednoho dramatika. Zde se poprvé setkal s hranými příběhy, které ho okouzlily a inspirovaly k vlastní tvorbě. Nejdříve pomáhal s tvorbou svému pánovi a pro svůj talent a moudrost si tak vysloužil propuštění na svobodu. Následně, již jako svobodný plebej, začal shrnovat a ucelovat své vlastní myšlenky a živil se psaním improvizovaných mimů (frašek) a herectvím.
S přibývajícím časem byla jeho divadla stále známější a žádanější, a oblibu v něm nacházel dokonce i samotný Gaius Julius Caesar, který Publilia Syra považoval za jednoho z nejmoudřejších lidí v Římě. Často ho zval ke svému stolu a rozmlouval s ním, což vyvolalo nevoli druhého významného dramatika – starého Decima Laberia. Ten se po letech tvorby pro svého císaře cítil zrazený a odstrčený a záviděl Publiliovi ohromnou slávu. Caesar proto s ohleduplnosti k oběma tvůrcům uskutečnil v roce 46 př. n. l. umělecký souboj, jehož vítězem se stal Publilius Syrus. Tím jeho sláva v Římě ještě vzrostla. Caesar chtěl dokonce tomuto umělci za zásluhy udělit čestný titul a chtěl mu nechat vystavět palác, ovšem 15. března roku 44 př. n. l. byl sám zabit. V Římě nastaly zcela jiné poměry. Publilius Syrus přestal psát mimy a hrát v amfiteátrech, zbytek života strávil v ústraní a věnoval se dokončení svého celoživotního díla „Sententiae“, z něhož se dodnes zachovalo asi 700 citátů. O konci Publilia Syra z Antiochie se tak, vzhledem k jeho „ústupu ze slávy“, nedochovaly žádné spolehlivé zprávy.

## Dílo
- Murmurco („Šeptání“). Jeho vůbec první veřejně hraný mim, a dle editora Otto Ribecka (asi největšího znalce Publiliova díla) také nejkvalitnější ze všech mimů v celé antice.
- Putatores. Velmi odvážná a otevřená hra, kterou si autor získal Caesarův obdiv.
- Ex incertis fabulis ("Z nejistých bajek"). Jedna z improvizovaných her použitých v uměleckém souboji proti Laberiovi.
- Sententiae (Myšlenky), Publiliovo celoživotní dílo, na kterém pracoval od svého propuštění na svobodu. Je v něm shrnuto mnoho autorových myšlenek a citátů o životě, pravdě a o smrti, z nichž čerpali mnozí další antičtí filosofové, například Seneca.

## Citáty
| „ | Chudému chybí mnoho, lakomci všechno. | “ |

| „ | Dělat dvě věci najednou je jako nedělat žádnou. | “ |

| „ | Zboží má takovou hodnotu, jakou je za ně kupující ochoten zaplatit. | “ |

| „ | Přátelství, které končí, nikdy nezačalo. | “ |

| „            | Druhému odpouštěj často, sobě nikdy. | “ |
| — Sententiae |                                      |   |

| „ | Trest často dlouho čeká, ale náhle dopadne. | “ |